# Иво Грбић
Иво Грбић (Сплит, 18. јануар 1996) је хрватски фудбалер који тренутно наступа за Шефилд јунајтед. Игра на позицији голмана.

## Успеси
Локомотива Загреб
- Куп Хрватске: (финале: 2019/20)[5]

 Атлетико Мадрид
- Ла лига (1) : 2020/21.[6]

 Хрватска
- Светско првенство у фудбалу:  2022.[7]